# One More Car, One More Rider
A One More Car, One More Rider a brit gitáros-énekes dalszerző Eric Clapton 2002-ben kiadott koncert lemeze. Az album 2002. november 5-én jelent meg. A lemez a 2001-es Eric Clapton turné során játszott dalokat tartalmazza. A felvételek 2001. augusztus 18-án készültek Los Angelesben a Staples Centerben. A koncert turné során  Andy Fairweather-Low, Steve Gadd, Nathan East, Billy Preston, Greg Phillinganes és David Sancious működtek közre kísérő zenészként. Eric Clapton a turné előtt úgy nyilatkozott, hogy ez a turné lesz az utolsó világ körüli turnéja. Azóta Clapton több világ körüli koncertsorozaton is részt vett önállóan és más előadókkal is – köztük Steve Winwooddal, és Mark Knopflerrel is.
Az album mellé társprojektként egy DVD is kiadásra került ugyanezzel a címmel, azonban az audio anyaghoz képest eltérésekkel. A videó anyagon a Will It Go Round In Circles című Billy Preston dal is szerepel a szerző előadásában.

## Az album dalai
| 1.  | Key to the Highway | Big Bill Broonzy, Elzie Crisler Segar         | 3:41 |
| 2.  | Reptile            | Eric Clapton                                  | 5:59 |
| 3.  | Got You On My Mind | Howard Biggs, Joe Thomas                      | 3:51 |
| 4.  | Tears in Heaven    | Eric Clapton, Will Jennings                   | 4:34 |
| 5.  | Bell Bottom Blues  | Eric Clapton                                  | 5:02 |
| 6.  | Change the World   | Gordon Kennedy, Wayne Kirkpatrick, Tommy Sims | 6:16 |
| 7.  | My Father's Eyes   | Eric Clapton                                  | 8:34 |
| 8.  | River of Tears     | Eric Clapton, Simon Climie                    | 8:59 |
| 9.  | Going Down Slow    | St. Louis Jimmy Oden                          | 5:34 |
| 10. | She's Gone         | Eric Clapton, Simon Climie                    | 6:58 |

| 1. | I Want a Little Girl        | Murray Mencher, Billy Moll           | 4:38 |
| 2. | Badge                       | Eric Clapton, George Harrison        | 6:02 |
| 3. | Hoochie Coochie Man         | Willie Dixon                         | 4:30 |
| 4. | Have You Ever Loved a Woman | Billy Myles                          | 7:53 |
| 5. | Cocaine                     | J. J. Cale                           | 4:20 |
| 6. | Wonderful Tonight           | Eric Clapton                         | 6:42 |
| 7. | Layla                       | Eric Clapton, Jim Gordon             | 9:16 |
| 8. | Sunshine of Your Love       | Pete Brown, Jack Bruce, Eric Clapton | 7:11 |
| 9. | Over the Rainbow            | Harold Arlen, Edgar Yipsel Harburg   | 6:33 |

| One More Car, One More Rider DVD | One More Car, One More Rider DVD | One More Car, One More Rider DVD | One More Car, One More Rider DVD | One More Car, One More Rider DVD | One More Car, One More Rider DVD | One More Car, One More Rider DVD | One More Car, One More Rider DVD | One More Car, One More Rider DVD | One More Car, One More Rider DVD |
| #                                | Cím                              | Hossz                            |                                  |                                  |                                  |                                  |                                  |                                  |                                  |
| -------------------------------- | -------------------------------- | -------------------------------- | -------------------------------- | -------------------------------- | -------------------------------- | -------------------------------- | -------------------------------- | -------------------------------- | -------------------------------- |
| 1.                               | Key to the Highway               |                                  |                                  |                                  |                                  |                                  |                                  |                                  |                                  |
| 2.                               | Reptile                          |                                  |                                  |                                  |                                  |                                  |                                  |                                  |                                  |
| 3.                               | Got You On My Mind               |                                  |                                  |                                  |                                  |                                  |                                  |                                  |                                  |
| 4.                               | Tears in Heaven                  |                                  |                                  |                                  |                                  |                                  |                                  |                                  |                                  |
| 5.                               | Bell Bottom Blues                |                                  |                                  |                                  |                                  |                                  |                                  |                                  |                                  |
| 6.                               | Change the World                 |                                  |                                  |                                  |                                  |                                  |                                  |                                  |                                  |
| 7.                               | My Father's Eyes                 |                                  |                                  |                                  |                                  |                                  |                                  |                                  |                                  |
| 8.                               | River of Tears                   |                                  |                                  |                                  |                                  |                                  |                                  |                                  |                                  |
| 9.                               | Going Down Slow                  |                                  |                                  |                                  |                                  |                                  |                                  |                                  |                                  |
| 10.                              | She's Gone                       |                                  |                                  |                                  |                                  |                                  |                                  |                                  |                                  |
| 11.                              | I Want a Little Girl             |                                  |                                  |                                  |                                  |                                  |                                  |                                  |                                  |
| 12.                              | Badge                            |                                  |                                  |                                  |                                  |                                  |                                  |                                  |                                  |
| 13.                              | Hoochie Coochie Man              |                                  |                                  |                                  |                                  |                                  |                                  |                                  |                                  |
| 14.                              | Have You Ever Loved a Woman      |                                  |                                  |                                  |                                  |                                  |                                  |                                  |                                  |
| 15.                              | Cocaine                          |                                  |                                  |                                  |                                  |                                  |                                  |                                  |                                  |
| 16.                              | Wonderful Tonight                |                                  |                                  |                                  |                                  |                                  |                                  |                                  |                                  |
| 17.                              | Layla                            |                                  |                                  |                                  |                                  |                                  |                                  |                                  |                                  |
| 18.                              | Will It Go Round in Circles      |                                  |                                  |                                  |                                  |                                  |                                  |                                  |                                  |
| 19.                              | Sunshine of Your Love            |                                  |                                  |                                  |                                  |                                  |                                  |                                  |                                  |
| 20.                              | Over the Rainbow                 |                                  |                                  |                                  |                                  |                                  |                                  |                                  |                                  |
| 128                              |                                  |                                  |                                  |                                  |                                  |                                  |                                  |                                  |                                  |

## Közreműködők
- Eric Clapton - gitár, ének
- Nathan East - basszusgitár, vokál
- Andy Fairweather-Low - gitár, vokál
- Steve Gadd - dob
- Greg Phillinganes - Hammond-orgona, billentyűs hangszerek, vokál
- Billy Preston - Hammond-orgona, billentyűs hangszerek, ének, vokál
- David Sancious - billentyűs hangszerek, gitár

## Fordítás
Ez a szócikk részben vagy egészben  az   One More Car, One More Rider című angol Wikipédia-szócikk ezen változatának fordításán alapul.  Az eredeti cikk szerkesztőit annak laptörténete sorolja fel. Ez a jelzés csupán a megfogalmazás eredetét és a szerzői jogokat jelzi, nem szolgál a cikkben szereplő információk forrásmegjelöléseként.